# ایستگاه متروی فینچلی شرقی
ایستگاه متروی فینچلی شرقی (انگلیسی: East Finchley tube station) یکی از ایستگاه‌های خط شمالی متروی لندن است.
این ایستگاه که در ناحیه فینچلی قرار دارد در سال ۱۸۶۷ میلادی تأسیس شده‌است.